# Columnea florida
Columnea florida är en tvåhjärtbladig växtart som beskrevs av Conrad Vernon Morton. Columnea florida ingår i släktet Columnea och familjen Gesneriaceae. Inga underarter finns listade i Catalogue of Life.